# Marrubí
El marrubí (Marrubium vulgare) és una espècie de planta fanerògama de la família Lamiaceae. Rep altres noms comuns com ara malrubí, malrèbol, marreus, malroig i malroit.

## Descripció
És un herbaci perenne de la família de les labiades. La tija és erecta i de secció quadrangular, coberta d'una densa vellositat (causant del blanc que caracteritza la planta), i pot ser simple o una mica ramificada. Les branques són corbades i també de secció quadrangular, d'uns 40 a 60 cm de llarg i 7 mm de gruix.
Les fulles són arrodonides i estan sostingudes per un pecíol, el marge és crenat i el feix arrugat. El color de les fulles és grisenc per l'anvers i blanquinós pel revers. El pecíol és més curt que el limbe, que és dentat i fa entre 2 i 4 cm. L'arrel del malrubí és fusiforme (té forma de vaixell) i en surt una corona d'arrels secundàries.
Els fruits són unes nous triangulars d'entre 1,5 i 2 mm de llarg, llisos i d'un color entre marró i gris amb vetes fosques o clares. Presenta unes inflorescències en forma de verticil·lastres densos on té de 6 a 8 flors labiades i globulars de color blanc. Aquestes flors tenen el calze tubulós i estriat amb un nombre variable de dents (de 5 a 10) que acaben en una punteta en forma de ganxo en l'extrem. La corol·la és bilabiada i blanca amb aspecte de cotó.
La planta fa una olor una mica desagradable i les fulles tenen un gust amarg i picant.
El seu hàbitat és al marge dels camins, abocadors i camps erms. La podem trobar al sud d'Europa, al nord d'Àfrica i a l'Àsia occidental. Es troba arreu dels Països Catalans.
Floreix a la primavera i a l'estiu, a partir del mes de maig.

## Propietats
A les flors, s'hi concentren en major proporció els principis actius de la planta, que en fa un eficaç remei contra les afeccions respiratòries. El principi actiu és constituït per marrubiïna.
Tradicionalment s'ha utilitzat el marrubí per a tractar la bronquitis aguda o crònica, la tos ferina i, específicament, la bronquitis amb tos no productiva, puix que obra sobre l'eplitel·li bronquial fent un efecte irritant, augmentant la producció de secrecions bronquioalveolars i l'activitat dels cilis.
Per això combina amb totes aquelles espècies que tenen propietats antitussígenes, expectorants i antiinflamatòries (romaní, la pulmonària, l'eucaliptus…).
Li han atribuït capacitats d'orexigen (estimulant de la gana): presenta compostos amargs que estimulen les papil·les gustatives, que produeixen una alliberació de saliva i sucs gastrointestinals per tal d'afavorir la digestió. Combinant-la amb altres plantes, per tant, es pot tractar dispèpsies, flatulència, vesícula i fetge gandul, indigestions, etc.
Té propietats hipotensores, vasodilatadores i l'efecte normalitzador sobre algunes arrítmies. També, hipoglicèmiques.
Una altra propietat a destacar és la seva capacitat antiinflamatòria.

## Composició química
- Alcaloides: Pirrolidínics. Betonicina (0,3%) i el seu isòmer cis turicina.
- Flavonoides: Crisoeriol, vicenina II, i ésters de luteolina, apigenina amb àcid làctic, quercetina i els seus glucòcids.
- Terpenoides: Diterpens com la lactona marrubiína (entre un 0,3% i un 1%), com a principal component, en quantitats inferiors de diversos alcohols (marrubenol, marrubiol, peregrinol i vulgarol). La marrubiïna és un artefacte que es forma durant l'extracció a partir d'un precursor: la premarrubiína.
- Olis essencials: (entre un 0,05% i un 0,6%) compostos per monoterpens com el camfè i p-cimè.
- Sals minerals: Sals potàssiques.

## Toxicitat
El suc de la planta de marrubí conté un principi irritant que pot provocar dermatitis per contacte.
No s'han trobat estudis de toxicitat documentada per la planta completa encara que s'ha descrit un valor de 370 mg/kg de pes corporal per l'àcid marrubínic (en rates: via oral). S'ha documentat que l'oli essencial és molt tòxic per trematodes com el Schistosoma mansoni i el Schistosoma haematobium.
El marrubí ha demostrat activitat uterogènica i efecte abortiu en animals d'experimentació. Per prudència, es desaconsella el seu consum durant la gestació.

## Observacions
Formes de presentació i consells per utilitzar-la: 
A causa de les propietats antitussígenes, el marrubí s'inclou com a ingredient en alguns xarops contra la tos. Així doncs, se'n poden aprofitar les propietats per fer infusions, tot i que a la majoria dels infants els resulta desagradable a causa del particular gust amarg. Barrejar el suc de la planta fresca amb mel és una bona opció, de la mateixa manera que utilitzar-la per a fer banys.

## Imatges

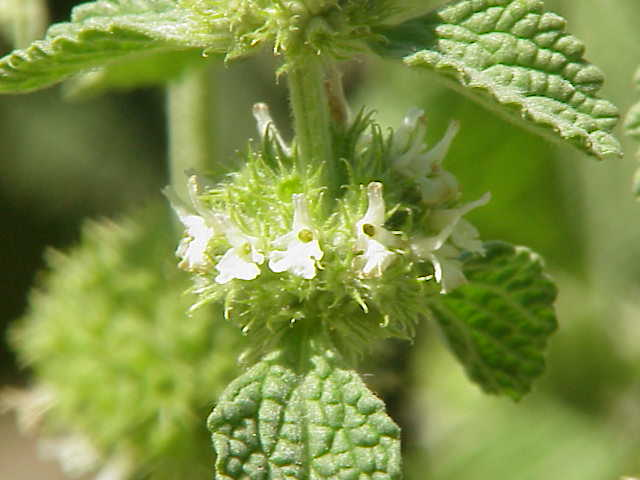
Flors
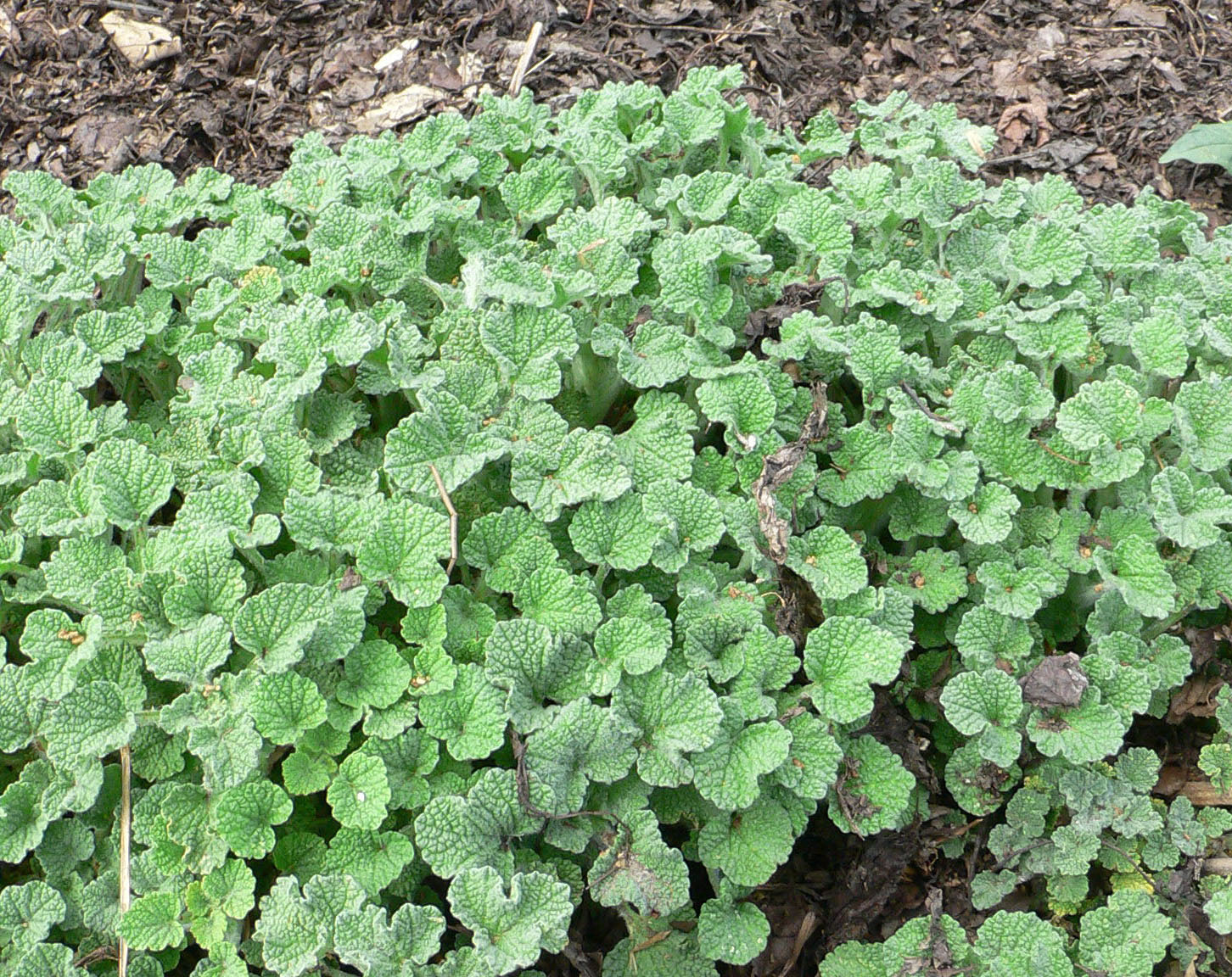
Fulles de plantes joves
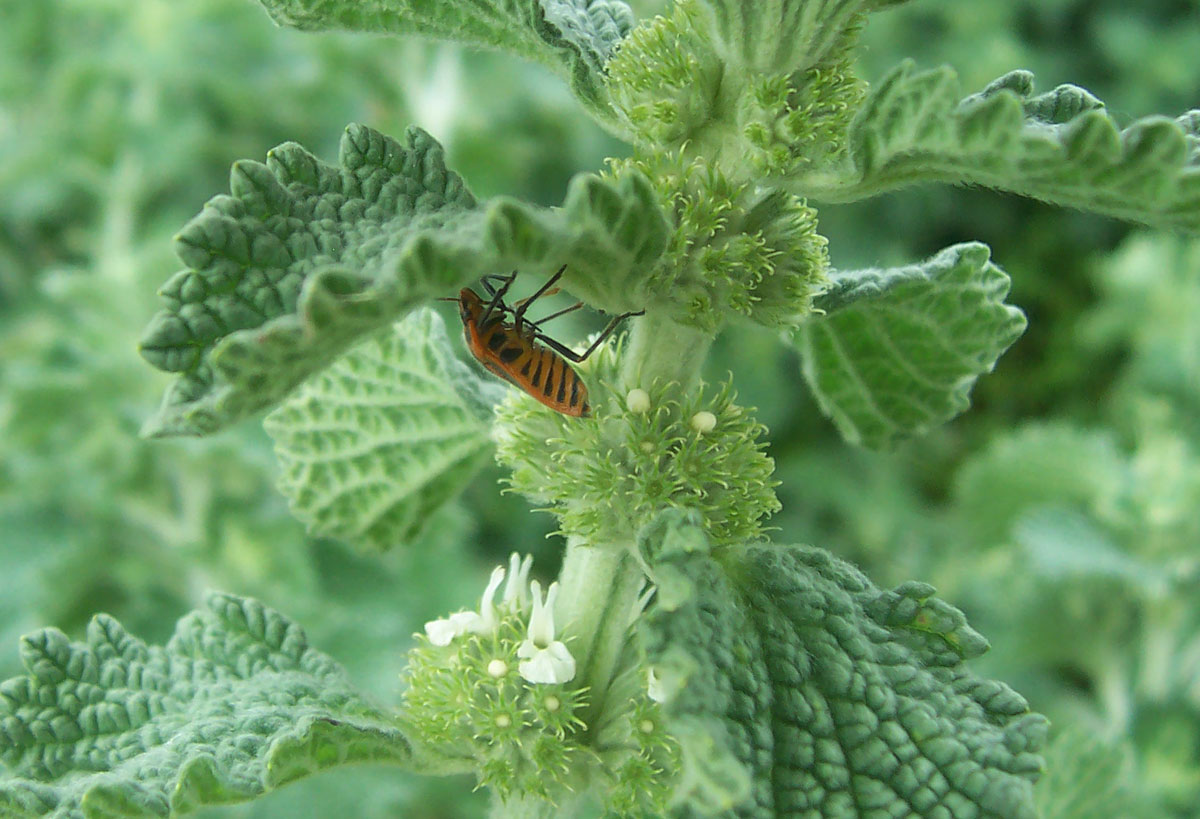